# 24 Canum Venaticorum
Désignations
24 Canum Venaticorum (en abrégé 24 CVn) est la troisième étoile la plus brillante de la constellation boréale des Chiens de chasse. Elle est située à la limite avec la constellation voisine de la Grande Ourse, et à quelques degrés de sa brillante étoile Alkaïd (η UMa). L'étoile est visible à l’œil nu avec une magnitude apparente de +4,68. Elle est distante d'environ ∼ 277 a.l. (∼ 84,9 pc) du Soleil et elle s'en rapproche avec une vitesse radiale héliocentrique de −18 km/s.

## Propriétés
24 Canum Venaticorum est une étoile blanche de la séquence principale de type spectral A4V, âgée de 310 millions d'années. C'est une étoile à enveloppe, avec des raies d'absorption qui apparaissent élargies en raison de sa rotation rapide. Elle tourne en effet sur elle-même avec une vitesse de rotation projetée de 159 km/s, ce qui lui donne une forme aplatie (oblate). Elle possède un bourrelet équatorial qu'on estime être 7 % plus grand que son rayon polaire.
24 Canum Venaticorum est 1,74 fois plus massive que le Soleil et 1,9 fois plus grande que l'étoile du Système solaire. Elle est 41 fois plus lumineuse que le Soleil et sa température de surface est de 8 285 K. C'est une étoile variable suspectée, avec une amplitude de 0,1 magnitude. Elle ne possède pas de compagnon stellaire connu.

## Disque de débris
24 Canum Venaticorum présente un excès d'émission dans l'infrarouge significatif à des longueurs d'onde de 24 et 70 μm, ce qui est caractéristique de la présence d'un disque de débris circumstellaire. Cette signature indique que le disque possède une température de corps noir de 464 K et qu'il orbite à une distance de 1,4 ua de l'étoile.